# Grez-sur-Loing

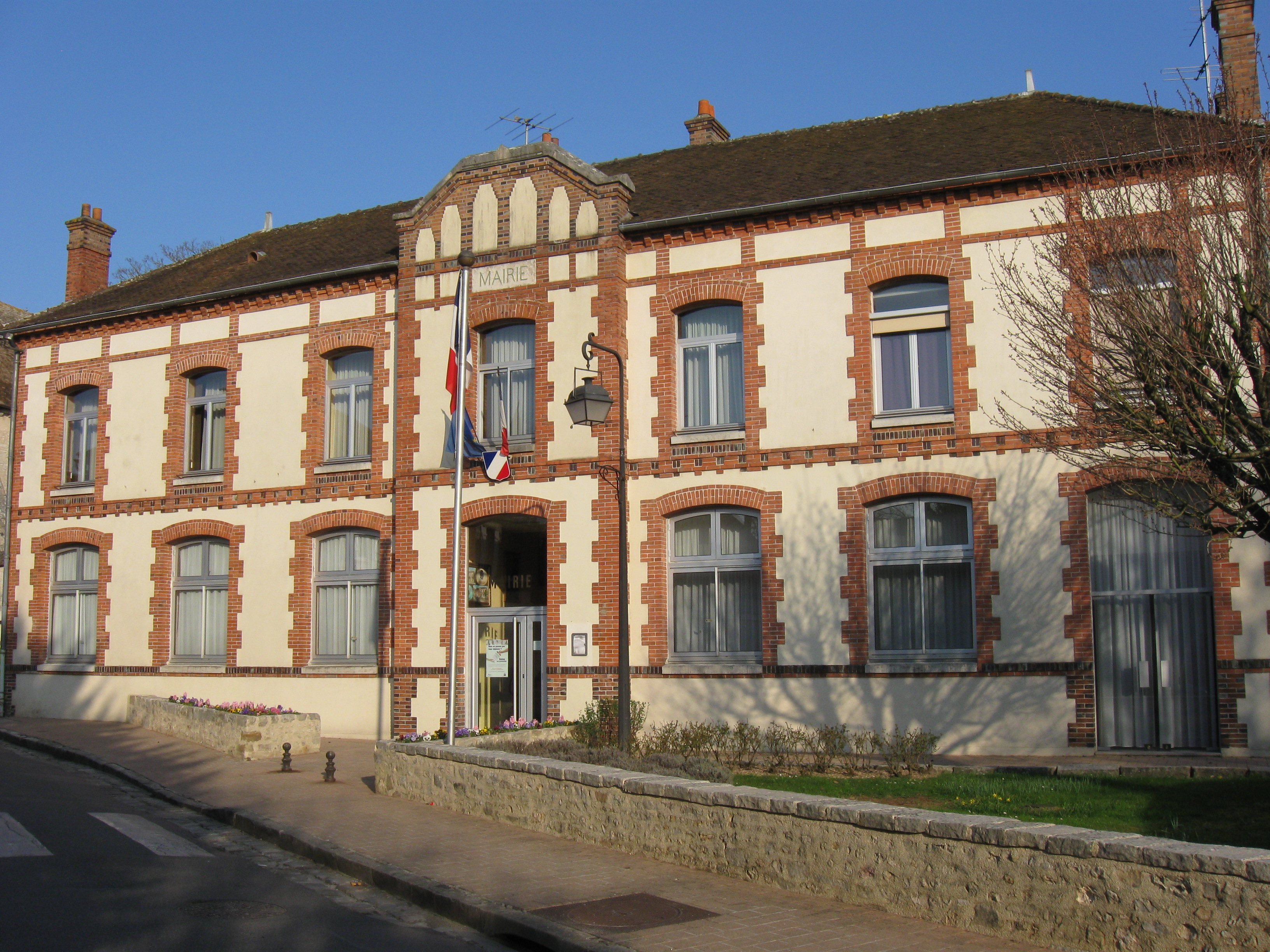
Gemeentehuis

Grez-sur-Loing is een gemeente in het Franse departement Seine-et-Marne (regio Île-de-France) en telt 1333 inwoners (2004). De plaats maakt deel uit van het arrondissement Fontainebleau en heeft een treinstation aan de Transilien R. In de 19e eeuw kende Grez-sur-Loing een kunstenaarskolonie waar Carl Larsson en Karin Larsson-Bergöö deel van uitmaakten. De Engelse componist Frederick Delius woonde vanaf 1897 tot aan zijn dood (1934) in het dorp.

## Geografie
De oppervlakte van Grez-sur-Loing bedraagt 13,0 km², de bevolkingsdichtheid is 102,5 inwoners per km².
De onderstaande kaart toont de ligging van Grez-sur-Loing met de belangrijkste infrastructuur en aangrenzende gemeenten.

## Demografie
Onderstaande figuur toont het verloop van het inwonertal (bron: INSEE-tellingen).

## Overleden
- Louise van Savoye (1476-1531), prinses van Savoye
- Frederick Delius (1862-1934), Brits componist